# Razor Fist
Razor Fist (español: Puño de Navaja) es la identidad tres personajes que aparecen en los cómics estadounidenses publicados por Marvel Comics, virtualmente idénticos en apariencia y habilidades. El Razor Fist original murió en los cómics y los dos siguiente personajes en llevar el título fueron hermanos. El actual Razor Fist es el único hermano sobreviviente.
Razor Fist es interpretado por Florian Munteanu en la película Shang-Chi y la leyenda de los Diez Anillos (2021), parte del Universo cinematográfico de Marvel.

## Biografía ficticia

### William Young
El primer Razor-Fist fue un asesino, guardaespaldas y ejecutor empleado por Carlton Velcro, que trabajaba en la propiedad de Velcro en la costa del Golfo de los Leones, en el sur de Francia. Velcro reemplazó quirúrgicamente las manos de este hombre con hojas de acero. Razor Fist luchó contra Shang-Chi, y los guardias de Carlton Velcro le dispararon accidentalmente hasta morir.
El Doctor Doom luego construyó dos robots duplicados de Razor Fist, que enfrentó contra Shang-Chi.
Razor Fist es parte de un grupo de enemigos de Shang-Chi que incluye a Shen Kuei, Shockwave, Death-Hand, Shadow Stalker, Tiger-Claw y otros liderados por Sol de Medianoche que emboscan al Maestro de Kung Fu y Domino mientras los dos están en un fecha en Hong Kong. El grupo es rápidamente derrotado por los dos. Después de la pelea, Shang-Chi advierte al grupo que se retire y se olvide de la emboscada que haya tenido lugar o que se enfrente a más ataques de Domino.

### William Scott
Llamado Razor Fist por sus golpes rápidos, este hombre y su hermano tomaron el mismo título y pretendieron ser una sola persona. Cada hermano perdió una mano en un accidente automovilístico, que posteriormente fueron reemplazadas por largas armas punzantes con forma de cuchillo por Carlton Velcro. Velcro empleó a los hermanos en su mansión en una isla de las Marquesas. Velcro asignó a los hermanos a cazar a Shang-Chi y Pavane. Este Razor Fist fue accidentalmente asesinado a tiros por Velcro.

### Douglas Scott
Cuando el actual Razor Fist y su hermano lucharon contra Shang-Chi, éste fue derrotado y capturado por Shang-Chi y Pavane. Algún tiempo después de que el primer hermano fuera asesinado, el otro hermano (el actual Razor Fist) perdió la otra mano. Esto sucedió en la miniserie Hijas del Dragón. Cuando se enfrentó a Colleen Wing, ella logró cortarle la mano.
Razor Fist apareció más tarde con cuchillas en ambas manos. Se asoció con Zaran y Shockwave para atacar a los Vengadores de la Costa Oeste en nombre de los Deltites de S.H.I.E.L.D.. Razor Fist fue derrotado por Pájaro Burlón, pero escapó.
Más tarde, comenzó a trabajar para el señor del crimen Roche en Madripoor, fue asignado para matar a Wolverine. Con la ayuda de un pseudo mutante vampiro, que venció a Wolverine y fue capaz de golpear al debilitado Wolverine por un precipicio. La mutante, Sapphire Styx, había drenado toda la fuerza de Wolverine con sus poderes vampíricos. La próxima vez que pelearon, Wolverine apenas lo golpeó y pareció matarlo. La recuperación de Razor Fist de este encuentro aparentemente fatal nunca ha sido explicada.
Completamente recuperado, Razor Fist luchó contra Hawkeye en un intento de recolectar una recompensa por el brazo derecho de Hawkeye de Crossfire. Fue derrotado por Hawkeye, pero se unió al ataque masivo de Crossfire contra Hawkeye. Fue derrotado nuevamente por Pájaro Burlón y puesto bajo custodia policial.
Razor Fist también fue aparentemente asesinado por Elektra cuando intentó reclamar una recompensa que se había puesto por su cabeza. Al igual que con su aparente muerte anterior, no se ha explicado su supervivencia. Cuando apareció de nuevo, luchando contra Spider-Man, tenía un conjunto de prótesis cibernéticas con cuchillas adjuntas. Estos fueron cortados y rotos por otro artista marcial llamado Gato. Después de este encuentro, Razor Fist fue enviado a prisión.
A raíz de la gran ruptura del supervillano en las páginas de Nuevos Vengadores, Razor Fist escapó junto con todos los demás villanos. Recientemente apareció en la miniserie Toxin. Allí, reemplazó sus dos manos protésicas con navajas de afeitar reales y atrajo a un grupo de niños pequeños que son víctimas de autolesiones. Luego fue fácilmente derrotado por el héroe y regresó a prisión.
Razor Fist desde entonces fue contratado por Capucha para aprovechar la división en la comunidad de superhéroes causada por la Ley de Registro de Superhumanos. Más tarde atacó a los Enforcers y a los otros guardaespaldas de Señor Miedo. La pelea es interrumpida por Daredevil, quien saca a Demoledor y Razor Fist, quien también trabaja para Capucha, permitiendo sin querer a los Enforcers en escapar. Les ayudó a luchar contra los Nuevos Vengadores, pero fue derribado por el Dr. Strange. En Secret Invasion, se encuentra entre los muchos supervillanos que se reincorporaron al sindicato del crimen de Capucha y atacaron a una fuerza invasora Skrull. Se une a la pandilla de Capucha en un ataque a los Nuevos Vengadores, que esperaban a los Vengadores Oscuros. Quemador, Láser Viviente, Grifo y Razor Fist son enviados por Capucha para recuperar a Tigra y Guantelete después de que huyen de Norman Osborn. Atacan a los héroes, que finalmente son salvados por Counter Force.
Fue visto durante la batalla del Campamento: HAMMER, hasta que Capucha le ordenó que se teletransportara para ayudar a Osborn en el Sitio de Asgard. Durante la batalla, una familia civil resultó herida cuando el Sentry provocó el colapso de todo el reino de Asgard. El esposo encuentra a Bucky Barnes y Steve Rogers como el Capitán América y les pide que lo ayuden a ubicar a su familia entre los escombros. Encuentran a su esposa pero ven a sus dos hijas en las garras de Razor Fist. Ambos Vengadores derrotan a Razor Fist y lo dejan atado mientras buscan a sus amigos que están atrapados debajo de los escombros. Después de que terminó la batalla, Razor Fist fue arrestado junto con otros miembros de la pandilla de Capucha.
Bajo el empleo de Dragón Blanco, Razor Fist asesina a la agente encubierta del MI-6 Leiko Wu, la amante del líder del clan Tríada rival de su líder Skull-Crusher, en el barrio chino de Londres. Razor Fist y algunos de los hombres del Dragón Blanco intentan atacar a Shang-Chi, que estaba en Londres investigando la muerte de Leiko pero son frustrados por las Hijas del Dragón y huyen de la pelea cuando Shang-Chi reconoce el tatuaje de Mao Shan Pai, un poderoso magia negra, en uno de los hombres del Dragón Blanco. Después del Sol de Medianoche, el hermano de Shang-Chi y el verdadero cerebro detrás de Dragón Blanco, accidentalmente resucita a Leiko con Mao Shan Pai, Razor Fist intenta matarla por segunda vez, solo para ser brutalmente golpeado por la magia negra que maneja Leiko, quien luego procede a dolorosamente arranca las hojas de sus brazos. Antes de que pudiera acabar con él, ella es detenida por Shang-Chi. Los hombres de Razor Fist y Dragón Blanco luego son detenidos por Black Jack Tarr y MI-6.
Durante el arco de "Búsqueda de Tony Stark", Razor Fist se reincorporó a la pandilla de Capucha y ayudó en el ataque a Castillo Doom.
Razor-Fist acepta un contrato del Assassin's Guild para matar a un hombre llamado Charles Helder, pero es frustrado por Deadpool, quien fue contratado para proteger a Helder. Mientras lucha contra Deadpool en un carrito, Razor-Fist es empujado a la calle con el vehículo aún en movimiento, matándolo.

## Poderes y habilidades
Cada Razor Fist no tiene poderes sobrehumanos conocidos. Sin embargo, la fuerza física, la velocidad, la resistencia, la agilidad, los reflejos y las reacciones, la coordinación, el equilibrio y la resistencia de cada Razor Fist se perfeccionan al máximo del acondicionamiento humano. Las manos del primer Razor Fist fueron reemplazadas quirúrgicamente por cuchillas de acero que usó como armas, mientras que los dos últimos Razor Fists inicialmente solo reemplazaron una mano con una cuchilla de acero. El último Razor Fist que quedaba finalmente tuvo su otra mano reemplazada por una hoja similar también.
Cada Razor Fist está altamente capacitado en múltiples formas de combate mano a mano, con un amplio entrenamiento en combate cuerpo a cuerpo y artes marciales.

## Otras versiones

### Secret Wars(2015)
En la historia de Secret Wars, existe una versión de Razor Fist en el dominio K'un-L'un de Battleworld inspirado en wuxia. En esta realidad, Razor Fist es un estudiante de la escuela de los Diez Anillos y un ejecutor del Emperador Zheng Zu, el Maestro de los Diez Anillos. El suyo es un maestro de La Cuchilla Mortal, una técnica de los Diez Anillos que hace que sus manos sean muy afiladas. Razor Fist, junto con sus compañeros de Diez Anillos Typhus y Nighthawk intentan arrestar a Shang-Chi, el hijo exiliado del emperador, solo para ser fácilmente derrotado por el Maestro de Kung Fu. Por su fracaso, el Emperador Zu corta las dos manos de Razor Fist como castigo.

## En otros medios

### Película
- Florian Munteanu interpreta a Razor Fist en la película del Universo cinematográfico de Marvel Shang-Chi y la leyenda de los Diez Anillos (2021).[29] Esta versión es un miembro rumano de los Diez Anillos y tiene un machete retráctil como mano derecha. Razor Fist fue enviado a San Francisco en una misión del Mandarín para recuperar el colgante de Shang-Chi que podría ayudar al Mandarín a descubrir cómo encontrar y entrar a Ta-Lo. A pesar de las habilidades superiores de Shang-Chi, Razor Fist logró arrebatárselo en la batalla y tener éxito en su misión. Después, va hacia Macao, donde encuentra a la hermana de Shang-Chi llamada Xialing, quién es dueña del Club Golden Daggers y que tiene el segundo colgante, hasta que aparece El Mandarín para llevar a sus 2 hijos y Katy al Cuartel General de los 10 Anillos. Después de encarcelar a su 2 hijos y Katy, Razor Fist ve en una cámara de seguridad que escapan y se llevan su auto nombrado con graffiti. En la batalla de Ta-Lo, Razor Fist y el resto de los 10 Anillos, se unen a los aldeanos de Ta Lo y usa una espada hecha de escamas de dragón para enfrentarse a las criaturas del Habitante en la Oscuridad. Al final, Razor Fist ve a Xialing, quien se convierte en la nueva líder de los 10 Anillos.

### Videojuegos
- La encarnación de Douglas Scott de Razor Fist aparece en Marvel Avengers Alliance. Razor Fist se encuentra muerto en la segunda temporada, capítulo nueve. Lo matan como parte de un sacrificio ritual. Los héroes que son enviados a identificar su cuerpo pueden hacerlo con facilidad gracias a sus manos.